# Montenegro en el Festival de la Canción de Eurovisión 2009
La participación de Montenegro en el Festival de la Canción de Eurovisión 2009 fue la tercera en la historia del concurso como nación independiente. El 23 de enero de ese año la emisora Radio Televizija Crne Gore (RTCG) anunció que Andrea Demirović representaría a Montenegro con la canción "Just Get Out of My Life". La canción fue escrita por Bernd Meinunger y compuesta por Ralph Siegel.

## Selección
Para elegir la canción se realizó una selección interna como en otras oportunidades. RTCG anunció oficialmente el 23 de enero de 2009 que había seleccionado a Andrea Demirović para cantar por Montenegro en el concurso, con el tema "Just Get Out of My Life", en inglés. Fue la primera vez que Montenegro fue representado por una solista femenina y también fue la primera vez que cantaron en inglés. La canción fue compuesta por el famoso compositor alemán Ralph Siegel y por Bernd Meinunger, junto con José Juan Santana Rodríguez.

## Promoción
Andrea y su equipo fueron por una extensa gira por otros países participantes para promover la canción. Andrea compitió junto a otras 22 canciones en el concierto de Eurovisión Promo en Ámsterdam, Países Bajos, el 18 de abril.

## En Eurovisión
Por segunda vez, Montenegro abrió la primera semifinal el 12 de mayo, antes de la canción de la República Checa. No pudo ganar el pase para la final del 16 de mayo, quedando en 11º posición 